# Meeseeks and Destroy
Meeseeks and Destroy (conocido como "Meeseeks destructores" en Latinoamérica) es el quinto episodio de la primera temporada de la serie de televisión animada para adultos: Rick y Morty. El episodio fue emitido originalmente en los Estados Unidos el 20 de enero del 2014 por el segmento adulto de Cartoon Network; Adult Swim. Fue escrito por Dan Harmon en conjunto con Justin Roiland y dirigido por Bryan Newton. La trama del episodio se enfoca en Rick y Morty cambiando la dinámica de sus aventuras cuando el adolescente quiere tener control sobre las mismas mientras que el resto de la familia Smith se mete en problemas cuando utilizan un extraño dispositivo de Rick que les permite llamar a unos entes que se dedican a resolver favores.  

## Argumento
Luego de escapar de una dimensión en la que unos demonios poseyeron clones de su familia y tras capturarlos para ser comercializados por su abuelo, un traumatizado y frustrado Morty le exige a Rick que considere dejarlo estar a cargo de una aventura por el bien de su propia salud mental. Rick sarcásticamente le sugiere entablar una apuesta: sí la aventura escogida por Morty es divertida y sin poner en peligro sus vidas tendrá la libertad de elegir una de cada diez aventuras. Antes de partir Beth, Summer y Jerry comienzan a pedir favores repentinos por lo que Rick les entrega una caja de Meeseeks; una caja que puede materializar un ente llamado Sr. Meeseeks que se dedica a cumplir una sola tarea de quien lo haya llamado para luego dejar de existir, Rick enfatiza que los Meeseeks deben cumplir peticiones "sencillas" antes de partir con Morty.
Intrigados los Smith llaman a tres Meeseeks para que los ayuden a resolver sus respectivos problemas: Beth usa a su Meeseek para que la ayude a sentirse como una mujer completa de nuevo, el Sr. Meeseeks le aconseja ser honesta con su familia lo que la lleva a plantearse la posibilidad de separarse de su esposo para encontrarse a sí misma. Summer pide ser popular por lo que su Meeseek hace un discurso en su escuela para ayudarla a hacer nuevos amigos y mejorar su estatus social. Jerry por su parte le pide al Sr. Meeseeks que lo ayude a bajar dos golpes en su ronda de golf pero a medida que él es incapaz de mejorar, su Meeseeks llama a otros Meeseeks para acelerar el favor inicial creando una cadena de favores de nunca acabar de los entes que comienzan a enloquecer por existir por casi un día entero.   
Morty lleva a Rick a una dimensión medieval donde quiere involucrarse en una aventura con tal de ganar la apuesta. Siguiendo una pista de una aldea pobre, los dos invaden un castillo de un gigante al que hieren accidentalmente cuando provocan que resbale y estrelle su cabeza contra la esquina de una mesa. La esposa e hija del gigante los atrapan y los llevan con la policía donde son condenados por lo sucedido, justo cuando parece que Rick va a ganar la apuesta, el dúo es defendido por un abogado gigante que los salva de la condena. Una vez libre Morty descubre una taberna donde espera encontrar otra misión para cumplir la aventura pero acaba siendo acosado y casi violado por un extraño ser depravado de nombre Sr. Frijol de caramelo. Resignado a perder por pasarla peor que su abuelo, Morty le pide a Rick que regresen pero este le pide que se queden un poco más para regalar el dinero que ganó en una partida de cartas a la aldea pobre donde fueron recibidos y declara que Morty ganó la apuesta a pesar de que Morty reconoce que su abuelo tiene razón y que es imposible controlar por completo las aventuras. El aultruismo de los héroes es reconocido por lo que los aldeanos les piden que se queden para recibir agradecimientos de su rey que resulta ser frijol de caramelo, Morty exige que se marchen pero este aprovecha cuando Morty no ve para dispararle y asesinar al rey tras haber deducido lo que sucedió. 
Como Jerry sigue sin mejorar en su práctica de Golf y no le presta importancia con tal de compensar la carencia de atención que le brinda a su esposa, los Meeseeks se vuelven unos contra otros hasta que concluyen que deben asesinar a Jerry para cumplir su propósito aunque sea de una forma indirecta. Los Meeseeks rastrean a Jerry y Beth en un restaurante donde los acorralan en el congelador de la cocina y usan como rehenes a varios empleados y civiles con tal de hacerlos salir. Beth entonces ayuda a Jerry a bajar dos golpes a su swing de Golf lo que desvanece a los Meeseeks y hace que hace que la pareja se reconcilie de nuevo. Para cuando la pareja quiere confrontar a Rick sobre lo acontecido a su regreso, este último logra eludir la responsabilidad justo antes de usar la palabra wubba lubba dub dub como su eslogán y concluir el episodio rompiendo la cuarta pared.           

### Escena poscréditos
Dos aldeanos descubren entre los objetos personales del fallecido Sr. Frijol de caramelo sus tendencias pedófilas y por consejo de uno de ellos deciden quemar las fotos para conservar intacta la reputación de su antiguo rey.

## Producción
Como la mayor parte de los episodios de la serie, la trama y mucho de su humor se basa en películas y elementos de la cultura popular. El título del episodio es una referencia a la canción Seek and Destroy de la banda de rock Metallica. 

### Redacción
El cocreador de la serie Justin Roiland alegó que la idea del episodio surgió cuando en su frustración por no poder terminar de redactar una cesión, él sugirió la idea de introducir a un personaje gritando: "soy el Sr. Meeseeks, mirenme". Y que el concepto evolucionó desde ahí. Dan Harmon por su parte en el audiocomentario del episodio en la versión casera, reveló que considera al episodio como una historia sobre historias, comentando: "En cierto punto, las cosas se estaban poniendo tan ridículas con lo que estábamos haciendo que dije, bueno podemos hacer esto con el comprador de pechos y todas esas cosas sí regresamos al principio y hacemos que Rick y Morty digan esta es una historia sobre aventuras y sobre sí son buenas o malas".

## Recepción

### Audiencia
Durante su día de emisión el episodio fue visto por 1.6 millones de espectadores, aumentando un porcentaje de 0.7 en comparación con su episodio antecesor a una semana del regreso de la serie de su parón de invierno.

### Respuesta de la crítica
Zach Handlen de The A.V. Club calificó al episodio con una A-, comentando que "tiene el final más extraño del show a la fecha". David Roa de Dead Screen le dio al episodio un 9.1 de 10, señalando al episodio de tener una buena trama y ser disfrutrable de ver de nuevo. Junkie Monkey en contraste le dio al episodio una crítica mixta, argumentando que aunque no era el mejor episodio de la temporada, estaba lejos de ser el final. Den of Geek le dio al episodio un 5/5, el crítico Joe Matar dijo que el episodio era un buen desafió del concepto de la aventura.